# Blue Hills
Blue Hills – miejscowość w Turks i Caicos; na wyspie Providenciales; 1600 mieszkańców (2006). Przemysł spożywczy, ośrodek turystyczny. Miejscowość jest również najwyższym punktem wyspy (49 m n.p.m.).